# Stian Theting
Stian Theting (Sandnessjøen, 21 ottobre 1976) è un calciatore norvegese, centrocampista del Sandnessjøen.

## Carriera

### Club
Theting iniziò la carriera con la maglia del Sandnessjøen, per poi passare al Kjelsås. Con questa squadra, debuttò nella 1. divisjon il 30 agosto 1998, sostituendo Morten Endreson nel successo per 2-1 sul Raufoss.
Nel 2002 passò allo Skeid, per cui esordì il 21 aprile, nel successo per 2-1 sullo Hønefoss (incontro valido sempre per la 1. divisjon). Il 30 giugno 2002 segnò la prima rete, nella vittoria per 2-1 sul Raufoss.
Nel corso del 2004, passò al Bodø/Glimt. Con questa squadra poté giocare il primo incontro nella Tippeligaen, venendo schierato titolare nella vittoria per 5-3 sull'Odd Grenland, in data 25 luglio. Il 24 aprile 2005 segnò la prima rete nella massima divisione norvegese, nella sconfitta per 2-1 contro l'Odd Grenland. Alla fine del campionato 2005, però, il Bodø/Glimt retrocesse in Adeccoligaen.
Theting restò in squadra e contribuì alla promozione della stagione 2007. La formazione rimase per altre due stagioni nella Tippeligaen, per retrocedere poi al termine del 2009. Il centrocampista lasciò la squadra dopo questo evento, scegliendo di tornare a giocare nel Sandnessjøen.